# Saunders Valley
Saunders Valley är en dal i Antarktis. Den ligger i Sydshetlandsöarna. Argentina, Chile och Storbritannien gör anspråk på området. Saunders Valley ligger vid sjöarna  Xi Hu Belén Lake Gaoshan Hu och Kiteschbach.